# Jens Nilssøn
Jens Nilssøn (Oslo, 1538 – 1600) è stato un teologo e vescovo luterano norvegese.

## Biografia
Luterano, fu prima vescovo ausiliare e poi, dal 1580 fino alla morte, effettivo di Oslo.
Promosse in Norvegia la Riforma protestante e gli studi umanistici.